# Орден «Камило Сьенфуэгос»

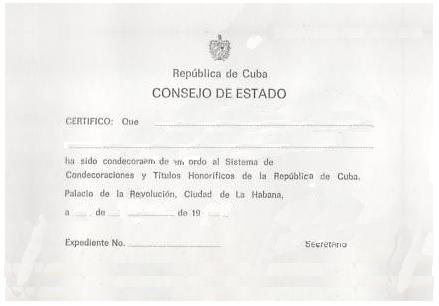
Удостоверение к ордену

Орден «Камило Сьенфуэгос» — государственная награда Республики Куба.

## Знак ордена
Орденский знак представляет собой выпуклый прямоугольник золотистого цвета, на котором углублёнными разрезами намечен крест с уширёнными концами. На середину ордена наложена круглая пластинка, в центре которой помещено рельефное изображение К. Сьенфуэгоса. В верхней части окружности пластинки помещена зелёная эмалевая лента, на которой сделана надпись: «CAMILO CIENFUEGOS», а в нижней — лавровые и дубовые веточки, между которыми разместилась пятиконечная звёздочка. К ордену прилагается планка, обтянутая шёлковой муаровой лентой красного цвета с жёлтой и синей полосками по правому краю.